# Diamuna
Diamuna là một chi bướm đêm thuộc họ Noctuidae.